# Hugues Daussy
Pour les articles homonymes, voir Daussy.
Hugues Daussy, né le 27 octobre 1970 à Avignon, est un historien moderniste français spécialiste de l’histoire politique du protestantisme au XVIe siècle. Il est professeur d’histoire moderne à l’Université Marie et Louis Pasteur, membre honoraire de l’Institut Universitaire de France, président de la Société Henri IV et président de l'Université Marie et Louis Pasteur qui a succédé à l'Université de Franche-Comté.

## Biographie
Agrégé et docteur en histoire, il a consacré sa thèse de doctorat à l’étude de la pensée et de l’action politiques de Philippe Duplessis-Mornay, avant de dédier son Habilitation à diriger des recherches à l’histoire du parti huguenot entre 1557 et 1572. D’abord maître de conférences à l'Université du Maine, il a ensuite été élu professeur d’histoire moderne à l’Université de Franche-Comté, puis à l'Université Marie et Louis Pasteur, où il est membre du Centre Lucien Febvre.
Membre junior de l’Institut Universitaire de France entre 2005 et 2010, il assure actuellement la coordination, en collaboration avec Pierre-Olivier Léchot et Valentine Zuber, du Groupe de Recherche en Histoire des protestantismes (GRHP). En janvier 2015, il devient le troisième président de la Société Henri IV, succédant à Jean-Pierre Babelon et Jacques Perot. Entre janvier 2018 et janvier 2021, il est également président de la Société Française d'Etude du Seizième Siècle (SFDES).
En décembre 2020, il devient vice-président Recherche et vice-président du Conseil académique de l'Université de Franche-Comté,. En janvier 2025, il devient vice-président recherche et vice-président du Conseil académique de l'Université Marie et Louis Pasteur qui a succédé à l'Université de Franche-Comté. De décembre 2020 à décembre 2024, il est également vice-président Recherche de l'Université Bourgogne Franche-Comté (UBFC).
Le 17 avril 2025, il est élu président du l'Université Marie et Louis Pasteur,,.
En 2003, il a reçu le prix Gobert de l’Académie des inscriptions et belles-lettres pour le livre issu de sa thèse de doctorat et en 2014 le Prix Chateaubriand pour son ouvrage consacré au parti huguenot.
Il a écrit ou dirigé une douzaine de livres et publié plus de quatre-vingt articles dans des revues et des ouvrages scientifiques.
Il est marié avec Marie Barral-Baron, historienne spécialiste d'Érasme et professeur d'histoire moderne à l'Université de Franche-Comté.

## Publications

### Ouvrages
- Les huguenots et le roi. Le combat politique de Philippe Duplessis-Mornay (1572-1600), Genève, Droz, 2002, 696 p. (Prix Gobert 2003).
- La Renaissance (vers 1470 – vers 1560), Paris, Belin, 2003, 336 p. (en collaboration avec Patrick Gilli et Michel Nassiet).
- Les protestants dans la France moderne, Paris, Belin, 2006, 352 p. (en collaboration avec Didier Boisson).
- Le parti huguenot. Chronique d'une désillusion (1557-1572), Genève, Droz, 2014, 882 p. (deuxième édition en 2015) (Prix Chateaubriand 2014).
- Un royaume en lambeaux. Une autre histoire des guerres de religion (1555-1598), Genève, Labor et Fides, 2022, 272 p.
- Histoire politique de la Réforme française (1540-1685), Paris, Perrin, 2025, 544 p.

### Direction d’ouvrages
- Servir Dieu, le roi et l’État. Philippe Duplessis-Mornay (1549-1623), Études réunies par Hugues Daussy et Véronique Ferrer, Albineana 18, Paris, Champion, 2006, 695 p.
- Les hommes de loi et la politique (XVIe – XVIIIe siècles), Études réunies par Hugues Daussy et Frédérique Pitou, Rennes, Presses Universitaires de Rennes, 2007, 258 p.
- L’identité huguenote : faire mémoire et écrire l’histoire (XVIe – XXIe siècles), Études réunies par Philip Benedict, Hugues Daussy et Pierre-Olivier Léchot, Genève, Droz, 2014, 664 p.
- Религиозные войны во Франции XVI века: новые источники, новые исследования, новая периодизация, [Les guerres de religion au XVIe siècle : nouvelles sources, nouvelles recherches, nouvelle périodisation] [en Russe], sous la direction de Hugues Daussy et Vladimir Chichkine, Moscou, Saint-Pétersbourg, Eurasia, 2015, 352 p.
- 1570. Le mariage des arts au cœur des guerres de religion, Études réunies par Hugues Daussy, Isabelle His et Jean Vignes, Paris, Champion, 2019, 302 p.
- La France Huguenote. Histoire institutionnelle d'une minorité religieuse (XVIe – XVIIIe siècles), Rennes, PUR, 2024, 455 p.

### Articles
- Plus de quatre-vingt articles parus dans des revues et ouvrages scientifiques.

## Prix et distinctions
- Prix Gobert de l'Académie des Inscriptions et Belles Lettres 2003.
- Prix Chateaubriand 2014.
- Chevalier de l'ordre des Palmes académiques (décret du 1er juillet 2024).